# Berliner FC Meteor 06
Berliner FC Meteor 06 is een Duitse voetbalclub uit de hoofdstad Berlijn.

## Geschiedenis
De club werd opgericht op 1 juni 1906 in het Berlijnse stadsdeel Gesundbrunnen. De eerste jaren speelde de club vrij onopvallend en meestal in de tweede klasse.
Aan het einde van de Eerste Wereldoorlog, in 1918, ging de club een tijdelijke fusie aan met Roland 04 Berlin en speelde onder de naam Kriegsvereinigung Meteor/Roland Berlin. Na de oorlog werd de Oberliga Berlin opgericht als nieuwe hoogste klasse. Meteor verloor de kwalificatiewedstrijd hiervoor met 0-1 tegen BFC Alemannia 90. In 1922 promoveerde de club naar de hoogste klasse, maar degradeerde ook meteen weer. Twee jaar later promoveerde Meteor weer en bleef nu twee jaar in de hoogste klasse. In 1930 promoveerde de club opnieuw, maar ging ook nu weer na twee seizoenen terug naar de 2de klasse.
In 1933 werd de Gauliga opgericht als hoogste klasse, maar hiervoor kwalificeerde de club zich niet. In 1944 bundelde de club de krachten met Norden-Nordwest en nam de naam KSG Meteor/NNW Berlin aan en werd kampioen, maar koos ervoor om niet te promoveren.
Na de Tweede Wereldoorlog werden alle organisaties in Duitsland ontbonden, de club werd heropgericht als SG Schäfersee Berlin en nam later de naam Blau-Gelb Wedding aan. In 1949 werd opnieuw de historische naam aangenomen. Van 1952 tot 1960 speelde de club in de Amateurliga Berlin, toen de tweede klasse. In 1962 speelde de club de finale van de Berlijnse beker en verloor deze met 1-4 van Tasmania Berlin. In 1963 promoveerde de club terug naar de Amateurliga, maar door de invoering van de Bundesliga werd de Amateurliga nu de derde klasse. In 1968 slaagde de club erin te promoveren naar de Regionalliga. Na twee seizoenen degradeerde de club. Meteor promoveerde en degradeerde ook de volgende twee seizoenen. Hierna zou de club nooit meer in de tweede klasse spelen.
Na degradatie uit de Amateurliga in 1974 verdween de club helemaal in de anonimiteit. In 2015 promoveerde de club naar de Bezirksliga en vier jaar later naar de Landesliga.
Staffel 1:
BSV Al-Dersimspor ·
Empor Berlin II ·
Berliner SV 92 ·
SC Borsigwalde ·
VfB Concordia Britz ·
SV Stern Britz ·
BSC II ·
FC Internationale ·
Köpenicker FC ·
Eintracht Mahlsdorf II ·
BFC Meteor 06 ·
BFC Preussen II ·
TSV Rudow ·
FSV Berolina Stralau ·
Türkiyemspor ·
Viktoria 1889 Berlin II ·

Staffel 2:
Blau-Weiß 90 Berlin ·
SC Berliner Amateure ·
Berolina Mitte ·
Friedenauer TSC ·
FSV Hansa 07 ·
VfB Hermsdorf ·
BSV Hürtürkel ·
FC Internationale II ·
SF Kladow ·
FC Liria ·
FC Stern Marienfelde ·
DJK SW Neukölln ·
1. FC Novi Pazar 95 ·
Steglitzer SC Südwest 1947 ·
SFC Stern 1900 II ·
Wittenauer SC Concordia